# Bronnicy
Bronnicy (ros. Бронницы) – rosyjskie miasto w obwodzie moskiewskim nad rzeką Moskwą, 54,5 km na południowy wschód od Moskwy.

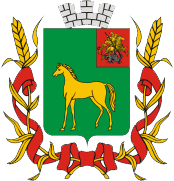
Herb z 1991–2005